# 新井英一
新井 英一（あらい えいいち、1950年 - ）は福岡県福岡市出身の歌手。本名、朴 英一（パク ヨンイル, 朝: 박영일）。

## 人物
韓国人の父親と、朝鮮籍と日本のハーフだった母親との間にクォーターとして生まれる。新井は自らを「コリアンジャパニーズ」と呼ぶ。実家は自動車の解体業。
15歳の時に家を出て、山口県岩国市の米軍岩国基地で働き、ここでジャズを学ぶ。
21歳の時にアメリカに渡り、ロサンゼルスに一年住む。25歳の時にも渡米し、ニューヨークに一年居住した。ここでブルースの魅力に取り憑かれる。帰国後、内田裕也に見出され、29歳の時にアルバム『馬耳東風』にてデビューした。
1995年、アルバム『清河への道～48番』で第37回日本レコード大賞アルバム大賞を受賞。同アルバムは、TBSの報道番組『筑紫哲也 NEWS23』のエンディングテーマ曲に使用された。
1998年、新井が惚れ込んでいた、旧ソ連のシンガーソングライターのヴラジーミル・ヴィソツキーやセルジュ・ゲンスブール、ジャック・ブレル、ジョルジュ・ムスタキなどの曲のカバー・アルバム『オオカミ狩り』をパリで録音し、話題となった。
2012年8月11日、オリジナルアルバム「唄魂（うただま）」IMCA-0004を発表。
2018年10月24日、カバーアルバム「オールドロマンティックラブソング」（オリジナル楽曲「父の国含む）を発表。

## ディスコグラフィ
- 清河への道～48番 (1995.4) meldac
- 新井英一全集 第一巻 vol.1 『果てなき航路』 (1995.10) meldac
- 新井英一全集 第一巻 vol.2 『眠る人』 (1996.5) meldac
- ブルースを唄おう (1996.8) meldac
- 新井英一全集 第一巻 vol.3 『NEW YORKへの旅』 (1996.10) meldac
- 新井英一全集 第一巻 vol.4 『アルカンタラの月』 (1997.6) meldac
- 新井英一全集 第一巻 vol.5 『オールドファッション・ラヴソング』 (1997.11) meldac
- 新井英一全集 第一巻 vol.6 『オオカミ狩り』 (1998.8) オーマガトキ
- 清河への道～48番　ハングルバージョン (1999.6) meldac
- 新井英一全集 第一巻 vol.7 『エイジアン・パラム』 (1999.8) meldac
- 新井英一全集 第一巻 vol.8 『ライブ・イン・ジャパン』 (2001.4) meldac
- 新井英一全集 第一巻 vol.9 『ライブ・イン・パリ』 (2001.4) meldac
- 新井英一全集 第一巻 vol.10 『ライブ・イン・清河 2002』 (2002.10) meldac
- 生きる (2004.10) Mad French
- LIVE IS BEST Vol.1 (2009.06) Arai Eiichi Office
- LIVE IS BEST Vol.2 (2009.06) Arai Eiichi Office
- LIVE IS BEST Vol.3 (2009.06) Arai Eiichi Office
- 唄魂（うただま）（2012.08.11発売）
- オールドロマンティックラブソング　（2018.10.24発売）